# Benno Sulzberger
Benno Sulzberger (* 6. Mai 1947 in Sallingberg) ist ein österreichischer Politiker der FPÖ. Sulzberger war von 2008 bis 2013 Landtagsabgeordneter im niederösterreichischen Landtag. 

## Ausbildung und Familie
Sulzberger besuchte nach der Pflichtschule eine zweijährige landwirtschaftliche Fortbildungsschule. Von 1972 bis 2010 war Sulzberger in der Datenverarbeitung der Firma MAN Nutzfahrzeuge Österreich AG im Werk Wien beschäftigt. Er ist verheiratet und Vater zweier Söhne.

## Politische Laufbahn
Sulzberger war von 1990 bis 1995 Mitglied des Gemeinderates von Sallingberg und von 1995 bis 2000 Geschäftsführendes Mitglied des Gemeinderates der Marktgemeinde Sallingberg. Im Jahr 2000 wurde er Vizebürgermeister von Sallingberg.
Vom 29. November 2002 bis 23. April 2003 vertrat er das Land Niederösterreich im österreichischen Bundesrat. Im April 2008 wurde er für die FPÖ in den niederösterreichischen Landtag gewählt, dem er bis zum 24. April 2013 angehörte.